# یواس‌اس لاسن (ای‌ئی-۳)
یواس‌اس لاسن (ای‌ئی-۳) (به انگلیسی: USS Lassen (AE-3)) یک کشتی بود که طول آن 459 ft (140 m) بود. این کشتی در سال ۱۹۴۰ ساخته شد.